# Протопоповка (Балаклейский район)
Протопоповка (укр. Протопопівка) — село в Изюмском районе Харьковской области Украины. До 2020 года входило в состав Балаклейского района. Является административным центром Протопоповского сельсовета, который также включает село Волвенково.

## Географическое положение
Село Протопоповка находится на берегу реки Северский Донец (укр. Сіверський Дінець), через которую есть паромная переправа (по некоторым данным не работает).
Вокруг много озёр. Село делится на две части оврагом, по дну которого протекает пересыхающий ручей.

## Население
Население по переписи 2001 года составляло 1253 человека (624 мужчины и 629 женщин).

## История
Селение основано в начале XVIII века выходцами из центральных областей России. В 1732 году здесь был построен стекольный завод.
В 1897 году Протопоповка являлась слободой Изюмского уезда Харьковской губернии, в которой действовала школа и несколько торговых лавок.
В ходе Великой Отечественной войны село было оккупировано немецкими войсками, а затем сожжено, но после войны восстановлено. 25 мая 1942 года в бою у села погиб советский генерал-майор Д. Г. Егоров.
По состоянию на начало 1966 года численность населения составляла 1608 человек, здесь находилась центральная усадьба колхоза «Серп и молот».

## Достопримечательности
- Общегеологический заказник местного значения[4]. Редкие для Харьковской области отложения верхнеюрских пород. Площадь — 14,6 га.
- Возле села Протопоповка расположен региональный ландшафтный парк «Изюмские луга» площадью 256 гектаров[5].